# Parageron lutescens
Parageron lutescens is een vliegensoort uit de familie van de wolzwevers (Bombyliidae). De wetenschappelijke naam van de soort is voor het eerst geldig gepubliceerd in 1925 door Bezzi als Usia lutescens.